# Нужный, Василий Дмитриевич
Василий Дмитриевич Нужный (2 июня 1952, Могилёвская область — 5 февраля 1995, Грозный) — гвардии полковник, Герой России (1995, посмертно).

## Биография
Родился в деревне Юзефовка Глусского района Могилёвской области (Белоруссия). Сын военнослужащего. Русский.
Окончил среднюю школу в Бобруйске. В августе 1970 года призван на срочную службу в Советскую Армию, служил в Белорусском военном округе. За активное участие в тушении пожаров 1972 года был награждён медалью «За отвагу на пожаре».
По окончании срока службы поступил в Рязанское высшее воздушно-десантное командное училище, которое окончил в 1976 году. Служил в различных частях ВДВ, начав с должности командира взвода и заместителя командира роты 351-го гвардейского парашютно-десантного полка.
Член КПСС в 1977—1991 годах.
Воевал в Афганистане с декабря 1979 по ноябрь 1981 года в составе 56-й гвардейской отдельной десантно-штурмовой бригады (Гардез) (командир роты-начальник штаба батальона).
В 1986 году окончил Военную академию имени М. В. Фрунзе.
направлен в 7-ю воздушно-десантную дивизию, 357-й парашютно-десантный полк 103-й гвардейской воздушно-десантной дивизии на должность заместителя командира полка.
С июня 1987 года до декабря 1988 года 2-й раз проходил службу в Республике Афганистан, служил в 103-й гвардейской воздушно-десантной дивизии, с 1990 года — в 21-й отдельной воздушно-десантной бригаде (Ставропольский край) на должности начальника оперативного управления – заместителя начальника штаба.
Участник боевых действий в Приднестровье и участвовал в составе миротворческих сил в грузино-абхазской войне 1992—1993 годов. В боевых действиях в первой чеченской войне участвовал с декабря 1994 года в составе группировки «Запад».
Отличился в ходе кровопролитных боёв при штурме Грозного, находясь в прежней должности. С группой разведчиков прорвал окружение  в районе комплекса правительственных зданий и без потерь вывел их и группу раненных к своим.
В январе 1995 года назначен с повышением на должность старшего офицера отдела боевой подготовки штаба ВДВ, но подал рапорт на оставление его в в боевой командировке.
При форсировании реки Сунжа 5 февраля 1995 года бронетранспортёр, в котором он находился, был подбит. Спасая подчинённых, приказал им отходить, а сам остался прикрывать огнём их отход. В неравном бою был смертельно ранен, но воинский долг выполнил до конца. 
Имеется другая версия гибели. В книге военного корреспондента "Красной звезды" Асташкина Н. С. "По волчьему следу. Хроники чеченских войн" указывается, что полковник Нужный погиб от осколка гранаты при боевом выходе на поиск группы ополченцев, переодетых в форму российских десантников.
Указом Президента Российской Федерации от 29 мая 1995 года гвардии полковнику Нужному Василию Дмитриевичу присвоено звание Героя Российской Федерации (посмертно). Похоронен на Игнатьевском кладбище г. Ставрополя.
В его честь названа средняя общеобразовательная школа №43 в городе Ставрополь.

## Награды
- Герой Российской Федерации (медаль "Золотая Звезда" № 170, 29.05.1995).
- Орден Красной Звезды (1981 год).
- Ордена «За службу Родине в Вооружённых Силах СССР» 2-й степени (1989 год) и 3-й степени (1980 год).
- медаль «За отвагу» (1988 год).
- орден Республики Афганистан "Красное знамя" 1988 год
- медаль "За отвагу на пожаре" 1972 год